# Rhexidius granulosus
Rhexidius granulosus är en skalbaggsart som beskrevs av Thomas Casey 1887. Rhexidius granulosus ingår i släktet Rhexidius och familjen kortvingar. Inga underarter finns listade i Catalogue of Life.